# Maamun al-Kuzbari
Maamun al-Kuzbari o Maamoun al-Kouzbari (àrab: مأمون الكزبري, Maʾmūn al-Kusbarī) (Damasc, 1914-Beirut, 1998) fou un polític i escriptor sirià que fou president interí de Síria del 29 de setembre al 20 de novembre de 1961.

## Biografia
Membre d'una gran família de Damasc, Kuzbari va estudiar dret internacional a la universitat de Lió. Al seu retorn a Síria, esdevingué professor a la universitat de Damasc.
El 1953 va participar en les eleccions legislatives com a candidat independent. Fou llavors quan es va aliar amb l'home fort de Síria, Adib Shishakli que el va nomenar president del parlament.
A continuació fou nomenat president de l'assemblea constitucional, assemblea que havia de modificar la constitució, per permetre a Shishakli quedar-se al poder indefinidament. Shishakli el va nomenar vicepresident del país i secretari general del partit que havia creat, el Moviment Àrab d'Alliberament (MAA).
També va dirigir el periòdic Al Tahrir al Arabi (l'Alliberament Àrab).
Després de la caiguda de Shishakli, Kuzbari, com a vicepresident, es va trobar en la situació de president de la república, substitució prevista pels casis d'urgència, càrrec que va ostentar a partir del 25 de febrer de 1954 en que Shishakli va fugir del país.
Va apartar del poder a tots els partidaris de Shishakli i els va reemplaçar pels seus propis partidaris i a continuació es va adreçar a la nació demanant el seu suport.
Però la seva crida va trobar molt poc ressò i fou l'antic president sirià, Hashim al-Atassi qui va ser designat president mentre Kouzbari fou obligat d'abandonar les seves funcions el dia 28 de febrer, si ve va poder romandre al front del Moviment Àrab d'Alliberament.
Al mes d'octubre en les noves eleccions va tornar al parlament. El febrer de 1955 fou nomenat ministre de la justícia per Sabri al-Assali, esdevenint després ministre d'educació en el govern de Said al-Ghazzi. Va conservar aquesta posició fins al juny de 1956.
El 1958, el president Shukri al-Quwatli el va convidar a participar en les negociacions per la unificació d'Egipte i Síria, la conclusió de quin acord va comportar la formació de la República Àrab Unida.
Durant el període de la República Àrab Unida fou absent de la vida política; tres anys més tard va donar suport al cop d'estat portat per alguns generals contra la unió, tractant el president Nasser de dictador.
El 28 de setembre de 1961 el coronel Abd al-Karim al-Nahlawi, un oficial conservador de Damasc, que tenia només el suport de oficials damascens (del camp militar de Qatanah prop de Damasc) però que per la seva posició de cap d'afers dels oficials havia pogut traslladar alguns dels seus fidels a posicions claus, va detenir al vicepresident de la RAU per la regió de Síria, Abdel Hakim Amer, i el general Feisal (comandant del 1er exèrcit de la RAU) van donar un cop d'estat que va posar fi a la unió amb Egipte; després de controlar les emissores de radio i diaris de la capital i d'altres ciutats del país, al final del dia el cop havia triomfat tot i que només va tenir el suport dos generals i de 4 tinents coronels.
Un dels principals responsables d'aquest cop d'estat era el coronel Haydar al-Kuzbari, cosí de Maamun al-Kuzbari, que va influir perquè li fos encarregat formar un govern provisional, ja que era un advocat de prestigi i de formació francesa. Fou designat cap del govern provisional, amb un gabinet d'onze membres, tots civils. Abd al-Karim al-Nahlawi com a sunnita i de Damasc no podia aspirar a la direcció militar; dels quatre generals més antics dos foren exclosos per ser cristians, un per no reunir les condicions, i finalment el quart, el drus Ab d al-Karin Zahr al-Din, fou nomenat cap de l'estat major.
L'1 d'octubre la branca siriana de la Unió Nacional (el partit de Nasser) va ser dissolta. La segona setmana d'octubre es va proclamar un pla integral que establia les bases per una unió federal d'estat àrabs per "corregir els errors" que s'havien produït en la unió de Síria i Egipte. En aquest temps també fou dissolta la policia política creada pel vicepresident Sarraj (integrada per 6500 homes); Sarraj i una trentena de membres del seu entorn foren arrestats i es va decidir que aquest i altres acusats (que fossin denunciats per la gent amb proves) serien jutjats el gener de 1962 (hi va haver unes 1500 denúncies).
El 17 d'octubre es van anul·lar els decrets socialistes de juliol de 1961; es va posar en marxa un comitè dirigit per Izzat al-Tarabulsi (ex governador del Banc Central de Síria que havia dimitit el febrer de 1961 en protesta per les mesures econòmiques socialitzants de la RAU) per estudiar les reformes econòmiques.
A final de mes es va dissoldre el Comandament Revolucionari i en endavant els comunicats militars anaven signats pel cap de l'estat major Abd al-Karim Zahr al-Din. El 9 de novembre es va publicar la carta nacional en que diverses personalitats donaven suport a la secessió (molts ja ho havien fet en un manifest el 2 d'octubre anterior) i es pronunciaven per una unió àrab descentralitzada i una economia mixta; aquesta carta nacional fou instigada pels militars reunits al club d'oficials de Damasc, i el cap d'estat major va donar suport a la Carta Nacional.
El 15 de novembre es va promulgar la constitució provisional que hauria de ser ratificada en plebiscit. El govern d'acord amb els militars, va decidir convocar les eleccions (parlament de 172 escons) i el referèndum constitucional per l'1 de desembre de 1961 tot i que els partits havien estat prohibits i encara que des del cop d'estat tornaven a funcionar de facto, no podrien presentar-se.
Per participar en les eleccions, el 20 de novembre al-Kuzbari va renunciar a la direcció del govern provisional, al front del qual es va posar al ministre d'Educació i Orientació Nacional Izzat al-Nuss. Durant el seu temps al front de l'Estat, Kuzbari va intentar posar final per tots els mitjans al nacionalisme àrab i per això va donar suport als dirigents dels germans musulmans sirians (Mustafa al-Sibaï), i del partit Comunista de Síria (Però després d'un nou cop d'Estat el 1962, fou detingut junt amb el seu cosí).
El 1 desembre de 1961, Kuzbari va tornar al parlament i tot i l'oposició dels militars, el líder del partit majoritari, Nazim al-Kudsi el va fer elegir president del parlament.
El 28 de març de 1962, Kuzbari i Kudsi foren arrestats en el cop d'estat d'Abdul Karim al-Nehlawi, però Nehlawi va perdre molt ràpidament el poder i els dos homes foren alliberats.
Kuzbari va restar president del parlament fins al 12 de setembre de 1962. Després del cop d'estat del 8 de març de 1963 dirigit per Amin al-Hafiz fou arrestat i a continuació enviat a l'exili.
Va viure en principi a París, abans d'anar al Marroc. Va ensenyar a la universitat de Rabat, fins que va decidir marxar a viure al Líban després del final de la guerra civil l'any 1991.
Va morir a Beirut el 1998 i fou enterrat a Damasc.